# Škrinja (vrh)
Vrh Škrinja nalazi se u najistočnijem dijelu Kalničke Grede na Kalniku, na 504 m nadmorske visine. Vrh čini grebenski stjenoviti niz od oko 80 metara. Prilaz vrhu je kroz visoku bjelogoričnu šumu sa zapadne strane, te je tu uređena planinarska staza od sela Kalnik i od planinarskog doma na Kalniku. Istočno od vrha Škrinje strmo je padajući greben sa stijenama pogodnim za penjanje. Po njemu je uređen zahtjevni prilaz (Zubi Škrinje) od Rinkov(dimnjaka stare vapnare) u Vratnu s istoćne strane. Do grebena vrha Škrinje se može od lugarnice Vratno i sela Kamešnica - zaseoka Hrlci.
Sa sjevera se stijene strmo spuštaju u dubinu, tu ima raznih rupa-malih spilja.
S vrha su prekrasni vidici na sve strane, posebno prema Podravini, Međimurju,Bilogori, Papuku, Psunju, Moslavačkoj gori, Medvednici i Križevcima, te šumama Kalnika.

## Vanjske poveznice
- Fotografije